# Joe Kinnear
Joe Kinnear (ur. 27 grudnia 1946 w Dublinie, zm. 7 kwietnia 2024) – irlandzki piłkarz i trener piłkarski.

## Kariera piłkarska
Piłkarskie treningi rozpoczynał w St. Albans City. W 1965 roku trafił do Tottenhamu, wraz z którym zdobył Puchar Anglii (1967), Puchar UEFA (1972) oraz 2-krotnie Puchar Ligi Angielskiej (1971, 1973).
W reprezentacji Irlandii zadebiutował 22 lutego 1967 roku, w przegranym 2-1 meczu z Turcją. Łącznie w narodowych barwach zagrał 26 razy.
W 1975 roku przeniósł się do Brighton & Hove Albion, w którym, po sezonie gry, zakończył piłkarską karierę, mając 30 lat.

## Kariera trenerska

### Azja
Pierwsze szkoleniowe kroki Kinnear stawiał w Azji. W latach 1978–1983 kierował Nadi asz-Szarika, zdobywając z klubem w tym czasie 4-krotnie Puchar Emira. Następnie przeniósł się do Dubaju, gdzie został asystentem Dave’a Mackaya w Asz-Szabab Dubaj. Zaliczył także krótkie epizody jako selekcjoner narodowych reprezentacji Indii (3 miesiące) oraz Nepalu (1 rok). W 1989 roku wrócił do Anglii by ponownie zostać asystentem Mackaya, tym razem w Doncaster Rovers.

### Wimbledon
W styczniu 1992 roku Kinnear zastąpił Petera Withe’a na stanowisku szkoleniowca Wimbledon FC.
Sezon 1993/1994 był dla niego szczególnie udany. Drużyna zajęła 6. miejsce w tabeli Premier League, wyprzedzając takie drużyny jak Liverpool, Everton, czy Tottenham, a sam Kinnear został 3-krotnie wybrany trenerem miesiąca.
W 1996 roku Kinnear odrzucił propozycję objęcia posady selekcjonera reprezentacji Irlandii, wakującej po zwolnieniu Jacka Charltona. Rok później poprowadził Wimbledon do półfinałów Pucharu Anglii oraz Pucharu Ligi Angielskiej, a w lidze uplasował się na 8. miejscu.
Kinnear pracował w Wimbledonie przez kolejne 2 sezony, zanim w marcu 1999 roku doznał ataku serca, przed ligowym spotkaniem z Sheffield Wednesday.

### Luton Town
W 2000 roku został zatrudniony jako dyrektor sportowy Oxford United, jednak już w styczniu 2001 zrezygnował z posady, tłumacząc się problemami zdrowotnymi. Kilka tygodni później zastąpił Lila Fuccillo w roli trenera trzecioligowego Luton Town, jednak nie udało mu się uchronić drużyny przed spadkiem z ligi.
W następnym sezonie, z takimi zawodnikami jak Chris Coyne i Steve Howard w składzie, drużyna z powrotem awansowała do trzeciej ligi.
W maju 2003 roku po tym, jak drużyna zajęła 9. miejsce w tabeli, tym samym nie uzyskując awansu do drugiej ligi, Kinnear i jego asystent Mick Harford zostali zwolnieni.

### Nottingham Forest
W lutym 2004 został zatrudniony jako trener w Nottingham Forest. W momencie przyjścia Kinneara, drużyna zajmowała miejsce w strefie spadkowej. Ostatecznie Irlandczykowi udało się zająć z klubem 14. miejsce w lidze.
Do nowego sezonu The Reds przystępowali z dużymi nadziejami na awans, jednak po zaledwie 4 zwycięstwach w 23 meczach Joe Kinnear został zwolniony. Drużyna zajmowała wtedy 22. miejsce w tabli.

### Newcastle United
Przez kolejne 4 lata Kinnear pozostawał bezrobotny, aż 26 września 2008 znalazł zatrudnienie w Newcastle United, zastępując Kevina Keegana. Pierwsze dwa mecze w roli trenera Srok zakończyły się remisami 2-2, kolejno z Evertonem i Manchesterem City. Pierwsze zwycięstwo z drużyną odniósł w meczu przeciwko West Brom, zakończonym rezultatem 2-1.
7 lutego 2009, na kilka godzin przed ligowym meczem z West Brom, poczuł się źle i został zabrany do szpitala. Okazało się, że będzie musiał przejść operację wszczepienia by-passów. Do końca sezonu drużynę przejęła legenda klubu – Alan Shearer. Kontrakt Kinneara oficjalnie wygasł 30 maja 2009.